# 2020年東京オリンピックのバミューダ選手団
2020年東京オリンピックのバミューダ選手団は、2021年7月23日から8月8日まで日本の東京で開催された2020年東京オリンピックのバミューダ選手団の名簿。

## 概要
フローラ・ダフィーがトライアスロン女子で金メダルを獲得した。1936年にバミューダがオリンピックに初出場してから全大会を通じて、史上初の金メダル獲得となった。メダルの獲得自体も、1976年モントリオールオリンピックでの銅メダル獲得以来、45年ぶり2回目のことであった。

## 選手団
- 人員: 選手 2人
- 開会式旗手: ダラ・アリザデ（英語版）
- 閉会式旗手:（ボランティア）

## メダル獲得者
| メダル | 名前               | 競技           | 種目 | 日付    |
| ------ | ------------------ | -------------- | ---- | ------- |
| 金     | フローラ・ダフィー | トライアスロン | 女子 | 7月27日 |

## 種目別選手・スタッフ名簿及び成績

### ボート
| 選手           | 種目               | 予選      | 予選  | 敗者復活戦 | 敗者復活戦 | 準々決勝  | 準々決勝 | 準決勝    | 準決勝 | 決勝      | 決勝 |
| 選手           | 種目               | 結果      | 順位  | 結果       | 順位       | 結果      | 順位     | 結果      | 順位   | 結果      | 順位 |
| -------------- | ------------------ | --------- | ----- | ---------- | ---------- | --------- | -------- | --------- | ------ | --------- | ---- |
| ダラ・アリザデ | 男子シングルスカル | 7分34秒96 | 4着 R | 7分35秒90  | 2着 QF     | 7分35秒73 | 5着 SC/D | 7分11秒14 | 3着 FC | 7分09秒91 | 18位 |

### トライアスロン
| 選手               | 種目 | 水泳 (1.5km) | トランス | 自転車 (40km) | トランス | 長距離走 (10km) | 結果          | 順位 |
| ------------------ | ---- | ------------ | -------- | ------------- | -------- | --------------- | ------------- | ---- |
| フローラ・ダフィー | 女子 | 18分32秒     | 0分41秒  | 1時間02分49秒 | 0分34秒  | 33分00秒        | 1時間55分36秒 | 金   |

## 不参加種目

### 馬術
- アナベル・コリンズ（英語版）は、馬場馬術個人に当初出場予定であったが、彼女の馬であるジョイエロが負傷し、その後新しい馬のチャピー・チェッカーに乗って最低資格要件を取得できなかったため、出場枠は取り消しとなった[1][2]。